# Vandœuvres
Vandœuvres is een gemeente en plaats in het Zwitserse kanton Genève.
Vandœuvres telt 2613 inwoners.